# Strykowo Poznańskie
Strykowo Poznańskie – przystanek kolejowy, w przeszłości stacja kolejowa, we wsi Strykowo, w woj. wielkopolskim, w Polsce.

## Ruch pasażerski
| Rok  | Wymiana pasażerska na dobę |
| ---- | -------------------------- |
| 2017 | 100-149                    |
| 2022 | 200-299                    |